# Lijst van Impact X Division Champions
Dit is een chronologische lijst van Impact X Division Champions, een professioneel worstelkampioenschap van Impact Wrestling. Het kampioenschap werd gecreëerd en debuteerde op 19 juni 2002 bij de openams van TNA's tweede wekelijkse pay-per-view (PPV) evenement.

## Titel geschiedenis

### Namen
| Naam                                     | Datum                                |
| ---------------------------------------- | ------------------------------------ |
| NWA X Championship                       | 2002                                 |
| NWA–TNA X Championship                   | 2002                                 |
| NWA–TNA X Division Championship          | 2003                                 |
| TNA X Division Championship              | 2003 – 1 maart 2017                  |
| Impact Wrestling X Division Championship | 2 maart 2017 – 17 augustus 2017      |
| GFW X Division Championship              | 17 augustus 2017 – 18 september 2017 |
| Impact X Division Championship           | 18 september 2017 – heden            |

### Kampioenen
| Nr.                                                        | Worstelaars                      | #              | Datum             | Stad                              | Evenement                 | Aantekeningen |
| ---------------------------------------------------------- | -------------------------------- | -------------- | ----------------- | --------------------------------- | ------------------------- | --- |
| NWA X Championship / NWA - TNA X Championship              |                                  |                |                   |                                   |                           | |
| 1                                                          | A.J. Styles                      | 1              | 19 juni 2002      | Huntsville                        | NWA-TNA PPV #1            | Styles won de Four-Way Double Elimination match van Low Ki, Jerry Lynn en Psicosis. |
| 2                                                          | Low Ki                           | 1              | 7 augustus 2002   | Nashville                         | NWA-TNA PPV #8            | Low Ki won de 3-Way Dance van A.J. Styles en Jerry Lynn. |
| 3                                                          | Jerry Lynn                       | 1              | 21 augustus 2002  | Nashville                         | NWA-TNA PPV #11           | Jerry Lynn won de 3-Way Ladder match van Low Ki en A.J. Styles. |
| Vacat gesteld                                              | Vacat gesteld                    | Vacat gesteld  | 9 oktober 2002    | Nashville                         | NWA-TNA PPV #15           | De titel werd beschikbaar gesteld omdat Lynn een blessure opliep. |
| 4                                                          | Syxx-Pac                         | 1              | 9 oktober 2002    | Nashville                         | NWA-TNA PPV #15           | Syxx-Pac won de Ladder match van Kid Kash, Tony Mamaluke, The S.A.T., Ace Steel en A.J. Styles. |
| 5                                                          | A.J. Styles                      | 2              | 23 oktober 2002   | Nashville                         | NWA-TNA PPV #17           | |
| 6                                                          | Jerry Lynn                       | 2              | 6 november 2002   | Nashville                         | NWA-TNA PPV #19           | |
| 7                                                          | Sonny Siaki                      | 1              | 11 december 2002  | Nashville                         | NWA-TNA PPV #24           | |
| NWA - TNA X Division Champion / TNA X Divison Championship |                                  |                |                   |                                   |                           | |
| 8                                                          | Kid Kash                         | 1              | 12 februari 2003  | Nashville                         | NWA-TNA PPV #31           | |
| 9                                                          | Amazing Red                      | 1              | 30 april 2003     | Nashville                         | NWA-TNA PPV #42           | |
| 10                                                         | Chris Sabin                      | 1              | 14 mei 2003       | Nashville                         | NWA-TNA PPV #44           | Dit was een 3-Way Dance Match met Jerry Lynn. Sabin won vanLynn, Frankie Kazarian and Johnny Swinger. Sabin verenigde het X Division Championship met het WWA International Cruiserweight Championship.           |
| 11                                                         | Michael Shane                    | 1              | 20 augustus 2003  | Nashville                         | NWA-TNA PPV #58           | Dit was een Ultimate X Match tegen Frankie Kazarian. |
| 12                                                         | Chris Sabin                      | 2              | 7 januari 2004    | Nashville                         | NWA-TNA PPV #75           | Dit was een Ultimate X Match tegen Low ki en Christopher Daniels. |
| Vacant gesteld                                             | Vacant gesteld                   | Vacant gesteld | 31 maart 2004     | Nashville                         | NWA-TNA PPV #87           | Vanwege een blessure, stelde Sabin de titel vacant. |
| 13                                                         | Kazarian                         | 1              | 31 maart 2004     | Nashville                         | NWA-TNA PPV #87           | Kazarian versloeg Amazing Red. |
| 14                                                         | A.J. Styles                      | 3              | 9 juni 2004       | Nashville                         | NWA-TNA PPV #97           | |
| 15                                                         | Kazarian (2) & Michael Shane (2) | 2              | 28 juli 2004      | Nashville                         | NWA-TNA PPV #104          | Shane en Kazarian waren als co-kampioenen verklaard nadat ze Styles versloegen in een Ultimate X match. |
| 16                                                         | Petey Williams                   | 1              | 11 augustus 2004  | Nashville                         | NWA-TNA PPV #110          | |
| 17                                                         | A.J. Styles                      | 4              | 16 januari 2005   | Orlando                           | Final Resolution 2005     | Dit was een Ultimate X match. |
| 18                                                         | Christopher Daniels              | 1              | 13 maart 2005     | Orlando                           | Destination X 2005        | Dit was een Ultimate X match. |
| 19                                                         | A.J. Styles                      | 5              | 11 september 2005 | Orlando                           | Unbreakable               | |
| 20                                                         | Samoa Joe                        | 1              | 11 december 2005  | Orlando                           | Turning Point 2005        | |
| 21                                                         | Christopher Daniels              | 2              | 12 maart 2006     | Orlando                           | Destination X 2006        | Daniels won de Ultimate X match van Samoa Joe en A.J. Styles. |
| 22                                                         | Samoa Joe                        | 2              | 10 april 2006     | Orlando                           | TNA Impact!               | |
| 23                                                         | Senshi (voorheen als Low Ki)     | 2              | 19 juni 2006      | Orlando                           | TNA Impact!               | Senshi won de 3-Way math van Samoa Joe en Sonjay Dutt. |
| 24                                                         | Chris Sabin                      | 3              | 22 oktober 2006   | Playmouth Township                | Bound for Glory 2006      | |
| 25                                                         | A.J. Styles                      | 6              | 24 oktober 2006   | Orlando                           | TNA Impact!               | |
| 26                                                         | Christopher Daniels              | 3              | 6 november 2006   | Orlando                           | TNA Impact!               | Dit was een 3-Way dance match met Chris Sabin. |
| 27                                                         | Chris Sabin                      | 4              | 14 januari 2007   | Orlando                           | Final Resolution 2007     | |
| 28                                                         | Jay Lethal                       | 1              | 17 juni 2007      | Nashville                         | Slammiversary 2007        | |
| 29                                                         | Samoa Joe                        | 3              | 19 juni 2007      | Orlando                           | TNA Impact!               | |
| 30                                                         | Kurt Angle                       | 1              | 12 augustus 2007  | Orlando                           | Hard Justice 2007         | Dit was ook voor Angle's TNA World Heavyweight en IGF-versie World Heavyweight Championship en Samoa Joe's TNA World Tag Team Championship. Angle bekwam de eerste TNA-worstelaar die alle titels heeft veroverd. |
| 31                                                         | Jay Lethal                       | 2              | 9 september 2007  | Orlando                           | No Surrender 2007         | |
| 32                                                         | Johnny Devine                    | 1              | 21 januari 2008   | Orlando                           | TNA Impact!               | |
| 33                                                         | Jay Lethal                       | 3              | 10 februari 2008  | Greenville                        | Against All Odds 2008     | |
| 34                                                         | Petey Williams                   | 2              | 15 april 2008     | Orlando                           | TNA Impact!               | Williams diende zijn 'Feast or Fired'-contract in tegen Lethal en versloeg hem. |
| 35                                                         | Sheik Abdul Bashir               | 1              | 14 september 2008 | Oshawa                            | No Surrender 2008         | Dit was een 3-Way dance match met Consequences Creed. |
| 36                                                         | Eric Young                       | 1              | 7 december 2008   | Orlando                           | Final Resolution 2008     | |
| Vacant gesteld                                             | Vacant gesteld                   | Vacant gesteld | 7 december 2008   | Orlando                           | Final Resolution 2008     | Management Director Jim Cornette ontnam Young de titel vanwege zijn controversiële overwinning. |
| 37                                                         | Alex Shelley                     | 1              | 11 januari 2009   | Charlotte                         | Genesis 2009              | Shelley won de toernooifinale door Chris Sabin te verslaan. |
| 38                                                         | Suicide                          | 1              | 15 maart 2009     | Orlando                           | Destination X 2009        | Dit was een Ultimate X match met Chris Sabin, Jay Lethal en Consequences Creed. |
| 39                                                         | Homicide                         | 1              | 25 juni 2009      | Orlando                           | TNA Impact!               | |
| 40                                                         | Samoa Joe                        | 4              | 16 augustus 2009  | Orlando                           | Hard Justice 2009         | |
| 41                                                         | Amazing Red                      | 2              | 5 oktober 2009    | Orlando                           | TNA Impact                | |
| 42                                                         | Doug Williams                    | 1              | 19 januari 2010   | Orlando                           | TNA Impact!               | Williams diende Rob Terry's 'Feast or Fired'-contract in voor een match tegen Amazing Red en won. |
| Vacant gesteld                                             | Vacant gesteld                   | Vacant gesteld | 18 april 2010     | Saint Charles                     | Lockdown 2010             | Vanwege een Vulkaanuitbarsting onder de Eyjafjallajökull kon Williams zijn titel niet verdedigen. |
| 43                                                         | Kazarian                         | 3              | 18 april 2010     | Saint Charles                     | LockDown 2010             | Kazarian won de Steel Cage match van Homicide en Shannon Moore. |
| 44                                                         | Douglas Williams                 | 2              | 16 mei 2010       | Orlando                           | Sacrifice 2010            | |
| 45                                                         | Jay Lethal                       | 4              | 6 september 2010  | Orlando                           | TNA Impact!               | Deze aflevering werd uitgezonden op 16 september 2010. |
| 46                                                         | Amazing Red                      | 3              | 23 september 2010 | New York                          | Live evenement            | |
| 47                                                         | Jay Lethal                       | 5              | 25 september 2010 | Rahway                            | Live evenement            | |
| 48                                                         | Robbie E                         | 1              | 7 november 2010   | Orlando                           | Turning Point 2010        | |
| 49                                                         | Jay Lethal                       | 6              | 7 december 2010   | Orlando                           | TNA mpact!                | Deze aflevering werd uitgezonden 16 december 2010 |
| 50                                                         | Kazarian                         | 4              | 9 januari 2011    | Orlando                           | Genesis 2011              | |
| 51                                                         | Abyss                            | 1              | 16 mei 2011       | Orlando                           | TNA Impact!               | De aflevering werd uitgezonden op 19 mei 2011. |
| 52                                                         | Brian Kendrick                   | 1              | 11 juli 2011      | Orlando                           | Destination X 2011        | |
| 53                                                         | Austin Aries                     | 1              | 11 september 2011 | Orlando                           | No Surrender 2011         | |
| Vacant gesteld                                             | Vacant gesteld                   | Vacant gesteld | 5 juli 2012       | Orlando                           | Destination X 2012        | Aries streed op Destination X voor het TNA World Heavyweight Championship, op voorwaarde dat hij de titel vacant stelde.                                                                                          |
| 54                                                         | Zema Ion                         | 1              | 8 juli 2011       | Orlando                           | Destination X 2012        | Zema Ion won de X Ultimate match van Kenny King, Mason Andrews en Sonjay Dutt. |
| 55                                                         | Rob Van Dam                      | 1              | 14 oktober 2012   | Phoenix                           | Bound for Glory 2012      | |
| 56                                                         | Kenny King                       | 1              | 28 februari 2013  | Orlando                           | TNA Impact!               | |
| 57                                                         | Chris Sabin                      | 5              | 2 juni 2013       | Boston                            | Slammiversary XI          | Sabin won de X Ultimate match van King en Suicide. |
| 58                                                         | Austin Aries                     | 2              | 20 juni 2013      | Peoria                            | TNA Impact!               | |
| 59                                                         | Chris Sabin                      | 6              | 29 juni 2013      | Les Vegas                         | TNA Impact!               | |
| Vacant gesteld                                             | Vacant gesteld                   | Vacant gesteld | 29 juni 2013      | Les Vegas                         | TNA Impact!               | Sabin stelde de titel vacant met als opportuniteit om voor het TNA World Heavyweight Championship te worstelen. De aflevering werd uitgezonden op 11 juli 2013.                                                   |
| 60                                                         | Manik                            | 1              | 18 juli 2013      | Louisville                        | TNA Impact!               | Manik won de Ultimate X match van Sonjay Dutt en Greg Marasciulo en de aflevering werd uitgezonden op 25 juli 2013.                                                                                               |
| 61                                                         | Chris Sabin                      | 7              | 20 oktober 2013   | San Diego                         | Bound for Glory 2013      | Dit was een Ultimate X match en Sabin won van Manik, Austin Aries, Jeff Hardy en Samoa Joe. |
| 62                                                         | Austin Aries                     | 3              | 23 november 2013  | Orlando                           | TNA Impact!               | Deze aflevering werd uitgezonden op 12 december 2014. |
| 63                                                         | Chris Sabin                      | 8              | 5 december 2013   | Orlando                           | TNA Impact!               | Deze aflevering werd uitgezonden op 2 januari 2014. |
| 64                                                         | Austin Aries                     | 4              | 16 januari 2014   | Huntsville                        | Impact Wrestling: Genesis | Deze aflevering werd uitgezonden op 23 januari 2014. |
| 65                                                         | Sanada                           | 1              | 2 maart 2014      | Tokio                             | Kaisen: Outbreak          | |
| 66                                                         | Austin Aries                     | 5              | 20 juni 2014      | Bethlehem                         | TNA Impact!               | |
| Vacant gesteld                                             | Vacant gesteld                   | Vacant gesteld | 24 juli 2012      | New York                          | TNA Impact!               | Aries streed op Destination X voor het TNA World Heavyweight Championship, op voorwaarde dat hij de titel vacant stelde. De aflevering werd uitgezonden op 24 juli.                                               |
| 67                                                         | Samoa Joe                        | 5              | 27 juni 2014      | New York                          | TNA Impact!               | Joe won een Triple Threat match met Sanada en Low Ki voor de vacante titel. De aflevering werd uitgezonden op 7 augustus.                                                                                         |
| Vacant gesteld                                             | Vacant gesteld                   | Vacant gesteld | 19 september 2014 | Betlehem                          | TNA Impact!               | Joe moest omwille van zijn blessure de titel vacant stellen. De aflevering werd uitgezonden op 19 november. |
| 68                                                         | Low Ki                           | 3              | 19 september 2014 | Betlehem                          | TNA Impact!               | Ki won van Tigre Uno, Manik en DJ Z voor de vacante titel. Het werd uitgezonden op 19 november. |
| 69                                                         | Austin Aries                     | 6              | 7 januari 2015    | New York                          | TNA Impact!               | |
| 70                                                         | Low Ki                           | 4              | 8 januari 2015    | New York                          | TNA Impact!               | Het werd uitgezonden op 16 januari 2015. |
| 71                                                         | Rockstar Spud                    | 2              | 31 januari 2015   | Londen                            | TNA Impact!               | Spud worstelde in een Feast or Fired om voor een Championship te worstelen. Deze aflevering werd uitgezonden op 20 maart 2015.                                                                                    |
| 72                                                         | Kenny King                       | 2              | 15 maart 2015     | Orlando                           | Hardcore Justice          | Dit was een Four-Way Ladder Match tegen Tigre Uno en Mandrews. Deze aflevering werd uitgezonden op 1 mei 2015. |
| 73                                                         | Rockstar Spud                    | 2              | 10 mei 2015       | Orlando                           | TNA Impact!               | Dit was een Gauntlet Match tegen Argos, Crazzy Steve, Mandrews, Suicide/Manik, Tigre Uno en Zema Ion |
| Vacant gesteld                                             | Vacant gesteld                   | Vacant gesteld | 10 mei 2015       | Orlando                           | TNA Impact!               | Spud had de gelegenheid om te worstelen voor het TNA World Heavyweight Championship. Deze aflevering werd uitgezonden op 10 juni 2015.                                                                            |
| 74                                                         | Tigre Uno                        | 1              | 24 juni 2015      | Orlando                           | TNA Impact!               | Verlsoeg Low Ki en Grado in een Three-Way Elimination Match voor het vacant X Divison Championship. |
| 75                                                         | Trevor Lee                       | 1              | 9 januari 2016    | Bethlehem                         | TNA Impact!               | Deze aflevering werd uitgezonden op 2 februari 2016. |
| 76                                                         | Eddie Edwards                    | 1              | 12 juni 2016      | Orlando                           | Slammiversary 2016        | Dit was een Four-Way Match tegen Andrew Everett en DJZ. |
| 77                                                         | Mike Benett                      | 1              | 14 juni 2016      | Orlando                           | TNA Impact!               | Deze aflevering werd uitgezonden op 21 juni 2016. |
| 78                                                         | Eddie Edwards                    | 2              | 15 juni 2016      | Orlando                           | TNA Impact!               | Dit was een Ultimate X Match tegen Andrew Everett, Braxton Sutter, DJ Z, Mandrews, Rockstar Spud en Trevor Lee. Deze aflevering werd uitgezonden op 5 juli 2016.                                                  |
| 79                                                         | Bobby Lashley                    | 1              | 13 juli 2016      | Orlando                           | TNA Impact!               | Dit was een Winners Takes All Six Sides Of Steel Cage Match voor Eddie Edwards' X Division Championship en Lashley's TNA World Heavyweight Championship. Deze aflevering werd uitgezonden op 21 juli 2016.        |
| Vacant gesteld                                             | Vacant gesteld                   |                | 12 augustus 2016  | Orlando                           | TNA Impact!               | Lahley verenigde het TNA King of the Mountain, World Heavyweight en het X Division Championship samen. Deze aflevering werd uitgezonden op 18 augustus 2016.                                                      |
| 80                                                         | DJZ                              | 2              | 13 augustus 2016  | Orlando                           | TNA Impact!               | Dit was een Ultimate X Gaunlent Match. |
| Impact X Division Championship                             |                                  |                |                   |                                   |                           | |
| 81                                                         | Trevor Lee                       | 1              | 8 januari 2017    | Orlando                           | Impact!                   | Dit was een Ladder Match. Deze aflevering werd uitgezonden op 2 februari 2017. En 2 maart werd de titel genoemd naar Impact X Division Championship.                                                              |
| 82                                                         | Low Ki                           | 5              | 20 april 2017     | Orlando                           | Impact!                   | Dit was een Six-Pack Challenge match tegen Andrew Everett, Dezmond Xavier, Sonjay Dutt en Suicide. |
| GFW X Division Championship                                |                                  |                |                   |                                   |                           | |
| 83                                                         | Sonjay Dutt                      | 1              | 30 mei 2017       | Mumbai                            | Impact!                   | Gedurende zijn reign werd de titel genoemd naar GFW X Divison Championship. Deze aflevering werd uitgezonden op 15 juni 2017.                                                                                     |
| Impact X Division Championship                             |                                  |                |                   |                                   |                           | |
| 84                                                         | Trevor Lee                       | 3              | 19 augustus 2017  | Orlando                           | Impact!                   | Dit was een Falls Count Anywhere Match. Gedurende zijn reign werd de titel werd de titel weer genoemd naar Impact X Division Championship. De aflevering werd uitgezonden op 14 september 2017.                   |
| 85                                                         | Taiji Ishimori                   | 1              | 9 november 2017   | Ottawa                            | Impact!                   | De aflevering werd uitgezonden op 4 januari 2018. |
| 86                                                         | Matt Sydal                       | 1              | 12 januari 2018   | Orlando                           | Crossroads                | Sydal's Impact Grand Championship was ook aan de lijn. Deze aflevering werd uitgezonden op 8 maart 2018. |
| 87                                                         | Brian Cage                       | 1              | 22 juli 2018      | Toronto                           | Slammiversary XVI         | |
| Vacant gesteld                                             | Vacant gesteld                   | Vacant gesteld | 15 november 2018  | Las Vegas                         | Impact!                   | Brian Cage daagde Johnny Impact uit voor het Impact World Championship voor Homecoming. |
| 88                                                         | Rich Swann                       | 1              | 6 januari 2019    | Nashville                         | Homecoming                | Versloeg Ethan Page, Jake Crist en Trey Migue in een Ultimate X Match voor het vacant X Division Championship. |
| 89                                                         | Jake Chris                       | 1              | 19 juli 2019      | Illinois                          | Impact!                   | De aflevering werd op 26 juli 2019 uitgezonden. |
| 90                                                         | Ace Austin                       | 1              | 10 oktober 2019   | Villa Park                        | Bound for Glory 2019      | Dit was een Integrender Ladder Match tegen Ace Romero, Daga en Tessa Blanchard. |
| 91                                                         | Willie Mack                      | 1              | 21 april 2020     | Nashville                         | Rebellion                 | De match nam plaats gedurende opnames tussen 8 en 10 april 2020. 21 april 2020 werd het uitgezonden. |
| 92                                                         | Chris Bey                        | 1              | 18 juli 2020      | Nashville                         | Slammiversary 2020        | [ 4 ] |
| 93                                                         | Rohit Raju                       | 1              | 18 augustus 2020  | Nashville                         | Emergence Night 1         | Dit was een Triple Threat Match tegen Chris Bey & TJP. De match werd uitgezonden op 18 augustus 2020. |
| 94                                                         | Manik                            | 3              | 12 december 2020  | Nashville                         | Final Resolution          | Dit was de 3e reign voor Suicide/Manik en 2e reign voor T.J. Perkins. |
| 95                                                         | Ace Austin                       | 2              | 13 maart 2021     | Nashville                         | Sacrifice 2021            | [ 6 ] |
| 96                                                         | Josh Alexander                   | 1              | 25 april 2021     | Nashville                         | Rebellion                 | Dit was een Triple Threat match. |
| Vacant gesteld                                             | Vacant gesteld                   | Vacant gesteld | 23 september 2021 | Nashville                         | Impact!                   | [ 8 ] |
| 97                                                         | Trey Miguel                      | 1              | 23 oktober 2021   | [[Sunrise Manor\| Sunrise Manor]] | Bound for Glory 2021      | [ 9 ] |